# حصادة الأعلاف

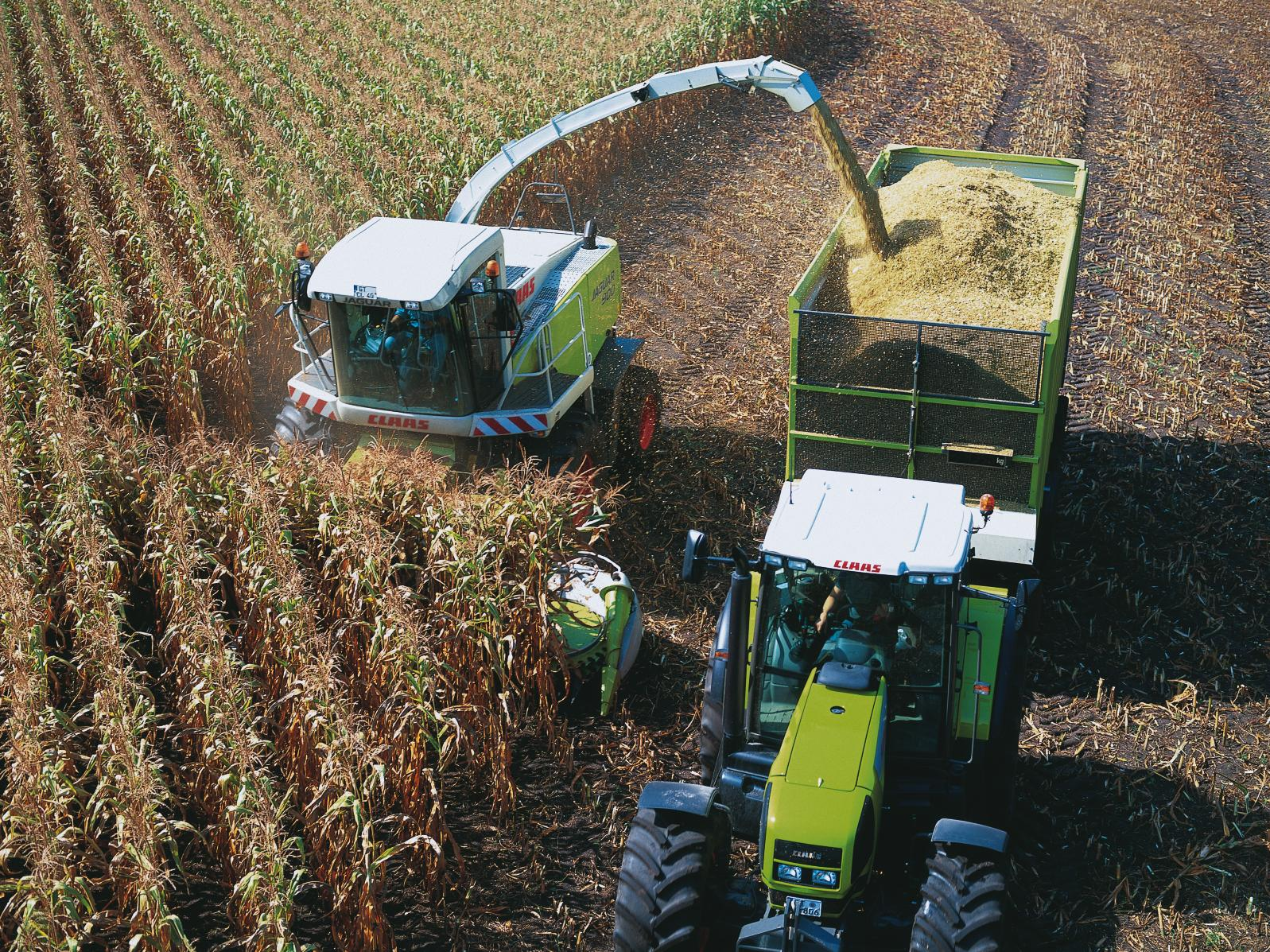
جرار و مجرورة بجانب حصادة الأعلاف

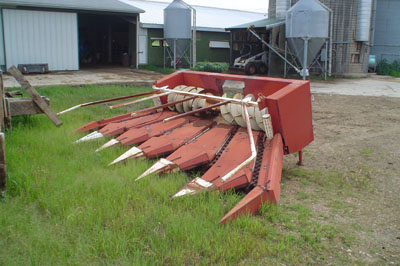
الآلة الخاصة بحصاد الذرة

حصادة الأعلاف (بالفرنسية: Ensileuse)‏ (بالإنجليزية: Forage harvester)‏ ،آلة زراعية ذاتية الدفع وفي بعض الأصناف مجرورة تصلح لحصاد العلف (العشب والذرة أو الحبوب غير الناضجة (القمح و القمحيلم ...)) أو العلف الأخضر لصنع السيلاج.
و السيلاج هو علف أخضر تم حفظه عن طريق عملية التخمير في السايلو. يستخدم للمواشي كعلف سهل الهضم ومرتفع القيمة الغذائية.